# 막스 모를로크 슈타디온
막스 모얼로크 경기장(Max-Morlock-Stadion)은 독일의 뉘른베르크에 위치한 축구 경기장이다. 현재 FC 뉘른베르크의 홈구장으로 사용되고 있다.

## 2006년 FIFA 월드컵
이 경기장은 2006년 FIFA 월드컵 경기장으로 사용되었다.
| 날짜       | 시간  | 팀 1     | 결과 | 팀 2              | 라운드 | 관중   |
| ---------- | ----- | -------- | ---- | ----------------- | ------ | ------ |
| 2006-06-11 | 18:00 | 멕시코   | 3-1  | 이란              | D조    | 41,000 |
| 2006-06-15 | 18:00 | 잉글랜드 | 2-0  | 트리니다드 토바고 | B조    | 41,000 |
| 2006-06-18 | 15:00 | 일본     | 0-0  | 크로아티아        | F조    | 41,000 |
| 2006-06-22 | 16:00 | 가나     | 2-1  | 미국              | E조    | 41,000 |
| 2006-06-25 | 21:00 | 포르투갈 | 1-0  | 네덜란드          | 16강전 | 41,000 |